# 阿希尔·里夏尔

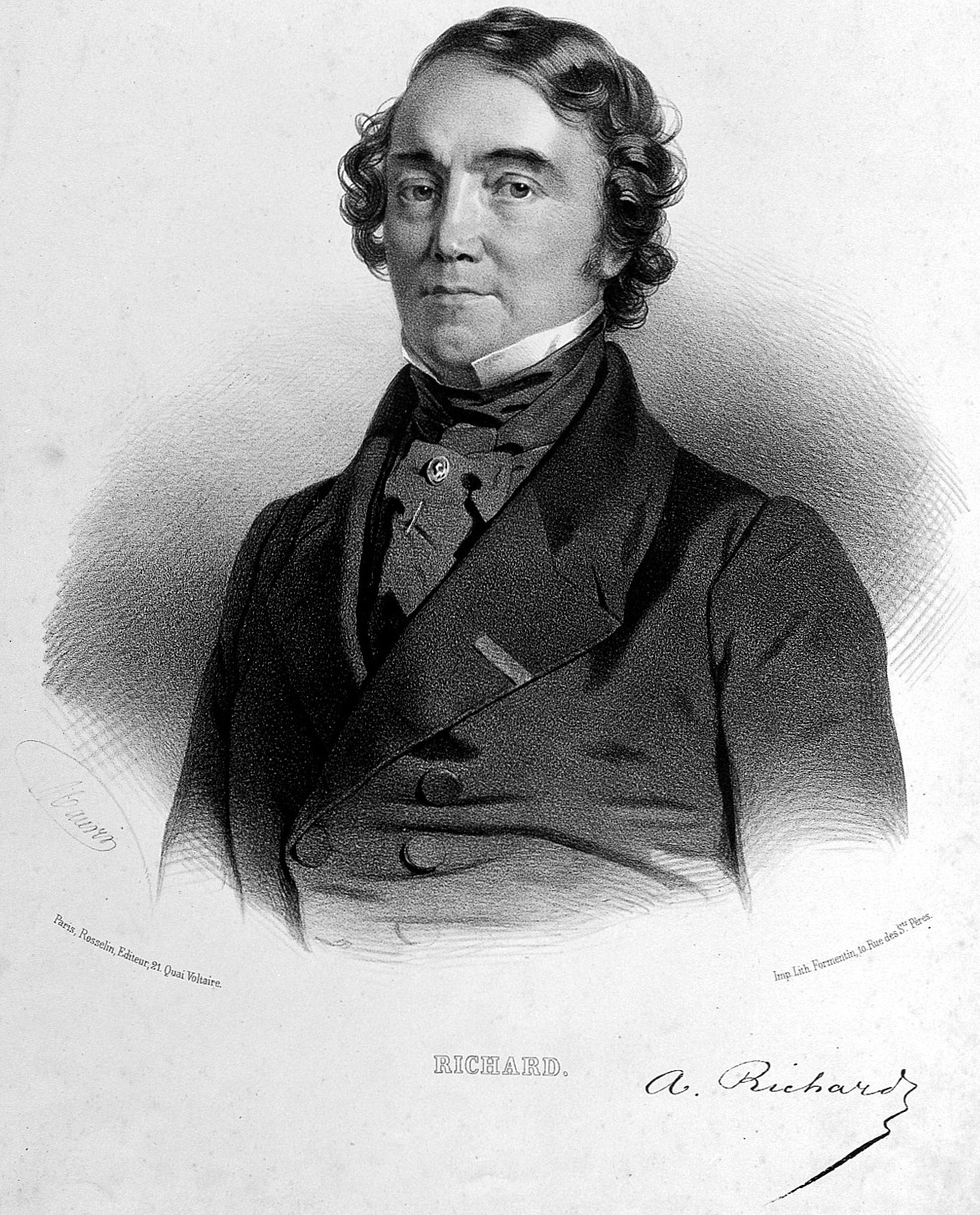
阿希尔·里夏尔

阿希尔·里夏尔（法語：Achille Richard，1794年4月27日—1852年10月5日）是法国植物学家。
里夏尔出生于巴黎，父亲是著名的植物学家路易·克洛德·里夏尔，虽然他从小就曾帮助父亲收集植物标本，但他大学时学习的是医学，1819年他获得博士学位，论文是《市场上不同品种吐根的药用价值和自然历史》。1821年－1828年他编辑出版了20卷的《医药词典》，1827年－1830年，他担任巴黎医学院的植物学教授，1834年，被选为法国科学院植物学院士，同时担任法国医学科学院院士。
1820年，他和一位医学教授的女儿结婚，生有一女两子，儿子都成为医生。

## 主要著作
- 《植物学新原理》（1819年） （页面存档备份，存于）
- 《伞形科天胡荽属专论》（1820年）
- 《茜草科回忆，全科描述和各属特征》（1829年）
- 《法属岛屿和留尼汪岛兰花专论》（1828年）
- 《古巴岛的政治和自然历史，植物，维管植物》（1845年）